# Palazzo della Ragione (Vérone)
Pour les articles homonymes, voir Palazzo della Ragione (homonymie).
Le Palazzo della Ragione est un palais historique de Vérone en Italie, situé entre la Piazza delle Erbe et la Piazza dei Signori.

## Histoire
L'actuel Palazzo della Ragione était à l'origine un bâtiment privé construit contre l'ancien forum romain, aujourd'hui la Piazza delle Erbe, sur des restes d'édifices romains. Au fil des siècles, diverses institutions politiques et administratives se sont succédé au sein du palais. Au XIIe siècle, après le séisme qui a ravagé Vérone, la municipalité s’est emparée de cette zone et a construit le Palacium Communis Veronae (Palazzo del Comune), l’un des premiers palais publics d’Italie servant à la fois aux réunions du conseil municipal, comme entrepôt de sel, de magasin de soie et de banque prêteur sur gages, tandis que pendant la seigneurie Scaliger (1262-1387), le palais devient également le siège de la Banco di Giustizia.
Au cours de la seconde moitié du XIVe siècle, le Collège des notaires s’y installe, regroupant les fonctions publiques les plus importantes du Palazzo della Ragione. Lorsque Jean Galéas Visconti (1387) prend le contrôle de la ville, la perte de prestige et l'autonomie de Vérone fait que le palais perd ses principales fonctions.
La conquête de Vérone par la république de Venise en 1405 provoque d'importants changements dans la ville. Le Palazzo del Comune intègre progressivement les fonctions judiciaires, les prisons, les collèges professionnels, les bureaux de santé, ceux de la chambre fiscale, etc.
En 1493, lorsque le conseil municipal passe définitivement dans la Loggia de la Piazza dei Signori, le palais, en tant que siège du principal organe judiciaire, prend le nom de Palazzo della Ragione.
Vers la fin du XVIe siècle, le marché aux céréales est placé dans la cour du bâtiment, sous le contrôle des recteurs vénitiens. Le Palazzo della Ragione est victime du grand incendie du 22 janvier 1541, parti de la salle du Collegio dei Giudici, causant divers dommages. Immédiatement après l'incendie, les restaurations commencent et continuent au cours du siècle.
La famine et l'épidémie de 1576 entraînèrent un nouveau changement dans les fonctions de la cour du Palazzo della Ragione qui prend le nom de « Vieux marché » afin de le différencier du « nouveau marché aux céréales » de la Piazza Bra.
Le marché du Palazzo servait d'entrepôt pour la vente de farine aux familles pauvres, probablement organisé en une série de petits entrepôts avec un comptoir où la farine était vendue à un prix contrôlé.
Avec la fin de la domination de la république de Venise (1797), le Palazzo della Ragione subit de nouveaux changements et utilisations. D'après le cadastre napoléonien établi entre 1808 et 1811, il apparaît que le complexe appartenait en partie à l'État et en partie à des privés : le corps situé à l'est du bâtiment situé Via Dante, où se trouvaient les entrepôts de sel, de tabac et de douane reste la propriété de l’État, tandis que la façade de la piazza delle Erbe est entre les mains de particuliers, destinant le rez-de-chaussée aux magasins et la mezzanine et le premier étage aux habitations. À ce moment-là, le palais n'est plus le siège des tribunaux, mais continue d'accueillir des prisons appartenant à l'État.
À partir de la seconde moitié du XIXe siècle, certains espaces du palais sont destinés à l'Académie des Beaux-Arts Giambettino Cignaroli, lui conférant un nouveau prestige culturel. La cour intérieure comme en témoignent les diverses photographies et gravures de l’époque, devient un lieu de promenade et de réunion.
Au cours du XXe siècle et jusqu'à la fin des années 1980, le Palazzo redevint le lieu exclusif de l'administration judiciaire, accueillant la Cour dans les espaces autrefois réservés à l'Académie Cignaroli. Après près de vingt ans de stagnation et de fermeture, au début des années 2000, le projet de restauration entièrement financé par la Fondation Cariverona est approuvé et, depuis 2007, à la fin du projet de restauration dirigé par Afra et Tobia Scarpa, le Palazzo della Ragione devient un centre d'exposition, abritant la galerie d'art moderne Achille Forti (it).

## Architecture

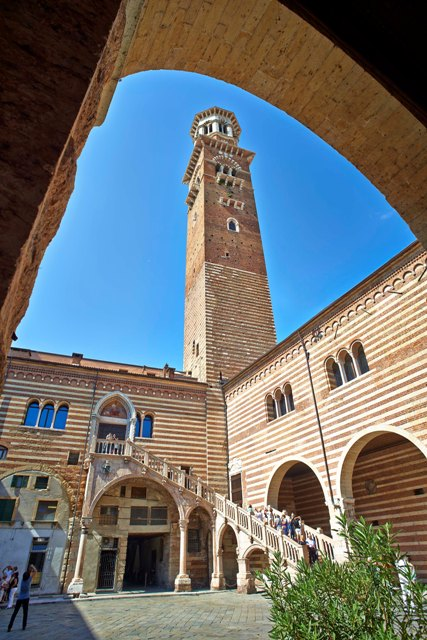
La ' et la Tour des Lamberti

Les travaux de construction du Palazzo della Ragione ont commencé en 1193 et trois ans plus tard, ils sont déjà bien avancés, la présence d’un Palacium Communis Veronae est mentionnée dans certains documents. Le bâtiment se présentait comme une structure sobre, simple et fortifiée. À l'origine, il devait être complété par quatre tours d'angle. En plus de la Torre dei Lamberti, il y avait celle de Cappella ou Torrazzo, située à l'angle de la Piazza delle Erbe et de l'actuelle Via Cairoli, et la tour de la Masseria, située dans l'angle entre l'actuelle Via Cairoli et la Via Dante. Pour l'équilibre architectural général, il fallait probablement ériger une autre tour d'angle entre via Dante et la piazza dei Signori, dont il ne reste cependant aucune documentation .
Le rez-de-chaussée et la mezzanine étaient ouverts sur l'intérieur du palais. l'étage noble abritait une grande salle, vaste et solennelle pour les assemblées de la ville. En 1218, un incendie provoque des dégâts considérables au Palazzo del Comune. Le bâtiment n’était plus, à cette époque, suffisant pour remplir toutes les fonctions législatives, administratives et judiciaires de la ville. Le Domus Nova Communis a été construit à proximité du nord-ouest, donnant sur la Piazza dei Signori, pour abriter les résidences des juges et du podestà. Pendant le règne de la seigneurie Scaliger (1277-1387), le bâtiment subit des modifications à la fois des espaces intérieurs que de l'architecture extérieure. Au premier étage noble était ouverte une grande arche en pierre de tuf reliant directement la grande salle de l’administration de la justice et la salle carrée de la tour-chapelle dédiée à San Zeno, qui était la partie la plus noble du Palazzo del Comune. L'arc, par sa largeur excessive de 13 mètres, semble avoir souffert de problèmes statiques depuis le début.
C'est probablement par concession de Mastino della Scala qu'est ouvert le rengaria ou porta concionatorum, toujours présente, qui menait à la cour intérieure où était placé un podium pour les coupables qui devaient entendre les condamnations prononcées de cet endroit.
Pendant la domination des Visconti (1387 - 1402), les principales interventions dans la ville sont de nature militaire et affectent aussi le Palazzo del Comune, fortifié par le soulèvement des tours et le renforcement des prisons.
À l’arrivée de la Serenissima (1405), le complexe acquiert des fonctions administratives et commerciales qui entraînent de nouvelles modifications des espaces. Entre le XVe et le XVIe siècle, la Scala della Ragione s'enrichit du Palazzo della Ragione, de la chapelle des notaires et de la chapelle de Santa Maria della Neve, puis de la tour des Lamberti.
En 1523, la porte ouverte est refaite en direction de la Piazza delle Erbe, l'actuelle façade du vieux marché, et au rez-de-chaussée entre la Via Dante et la Piazza dei Signori, les entrepôts de sel sont ouverts. Le 22 janvier 1541, le Palazzo del Comune est à nouveau victime d' un grand incendie qui se développe dans la salle du Collegio dei Giudici et se répand partout. Immédiatement après, les travaux de restauration commencent et impliquent le tailleur de pierre, Paolo Sanmicheli, cousin du plus célèbre Michele, qui construit les grandes fenêtres du rez-de-chaussée de la tour de Capella, probablement conçues par son cousin.
En 1723, le palais est à nouveau incendié à cause d'un condamné à mort enfermé dans la tour de la Masseria. Les travaux de restauration commencent peu de temps après, mais la tour de la Masseria n'est pas reconstruite et est remplacée par le toit de la chapelle des notaires. La tour de la chapelle est également réaménagée mais perd définitivement sa fonction d’origine étant réduite à un simple passage dans la salle adjacente, où se dressait la Banco di Giustizia.
En 1779, l'horloge est placée du côté de la Tour des Lamberti en direction de la Piazza delle Erbe.
Au début du XIXe siècle, le bâtiment est de nouveau le centre d'attention de l'administration municipale, qui souhaite redonner un nouveau visage à la façade du palais ouvert en direction de la Piazza delle Erbe et sécuriser le bâtiment en procédant à des interventions de stabilisation dans les couloirs du palais, étages nobles, bureaux de certains bureaux de la ville.
La tâche de repenser la façade faisant face à la place Erbe est confiée à l'ingénieur de la municipalité de Vérone, l'architecte Giuseppe Barbieri (it) (Vérone 1778-1838), principalement connu pour la construction de la Gran Guardia Nuova, l'actuel hôtel de ville, et l'achèvement du Gran Guardia Vecchia, toutes deux sur la Piazza Brà.
La façade entière du bâtiment, d'abord divisée en trois parties, acquiert une patine néoclassique homogène: certains éléments architecturaux de l'édifice roman d'origine sont perdus, comme la corniche denticulée, la séquence d'arcs en terre cuite, deux petites fenêtres cintrées, le balcon gothique et surtout la partie basse de la tour Cappella masquée par un allongement artificiel de la façade.
À la fin du XIXe siècle, le Palazzo della Ragione fait à nouveau l'objet d'interventions pour la restauration des façades intérieures ouvertes sur la cour du Mercato Vecchio. Camillo Boito (1836 - 1914), l' une des personnalités les plus importantes du secteur à cette époque, applique ses théories de récupération en éliminant toutes les superstructures et les ajouts des quatre siècles précédents, en les considérant comme des déformations des originaux. L'intervention de Boito se déroule entre 1894 et 1897 et à cette occasion, la couverture de l'escalier et de la loggia est également supprimée.
Sur toutes les façades, une corniche voûtée a été reconstituée ainsi que la fenêtre à meneaux roman. la mezzanine est équipée de hautes fenêtres cintrées et étroites, et la maçonnerie avec des rangées alternées de terre cuite et de pierre tendre est entièrement reconstruite. Les seules pièces originales qui subsistent de la phase précédant l'intervention de Boito sont celles visibles sur la Via della Costa au coin de la Piazza delle Erbe et certaines zones situées entre les arcades des portiques de la cour.
Au cours de la période fasciste, entre 1922 et 1927, une nouvelle série d'interventions est dirigée par l'architecte Francesco Banterle (it), chargé de récupérer de nouveaux espaces pour les archives du tribunal de première instance. Au cours des travaux, Banterle présente un nouveau projet de façade du côté de la Piazza delle Erbe proposant l'ouverture de trois énormes arches pour relier la place et la cour du vieux marché à travers un portique. L'intervention audacieuse est rejetée par le surintendant des monuments de l'époque privilégiant la proposition d'ouvrir des boutiques sur la Via Cairoli. En 1942, l'architecte Pietro Gazzola (it) dirige une nouvelle campagne de restauration qui touche avant tout la tour de la chapelle, libérée de l’aspect néoclassique que lui a donné Barbieri.
Vers le milieu du XXe siècle, le tribunal de première instance de Vérone s’installe au Palazzo.
Après avoir été abandonné par la Cour dans les années 1980, le bâtiment est resté en désuétude jusqu'en 2004, année du début de la restauration d'Afra et Tobia Scarpa (it). Les travaux ont pris fin en 2007, grâce aux récentes adaptations l’étage noble du palais abrite la galerie d'art moderne Achille Forti (it).

## Sources
- (it) Cet article est partiellement ou en totalité issu de l’article de Wikipédia en italien intitulé « Palazzo della Ragione (Verona) » (voir la liste des auteurs).